# مستعمره‌سازی فضا

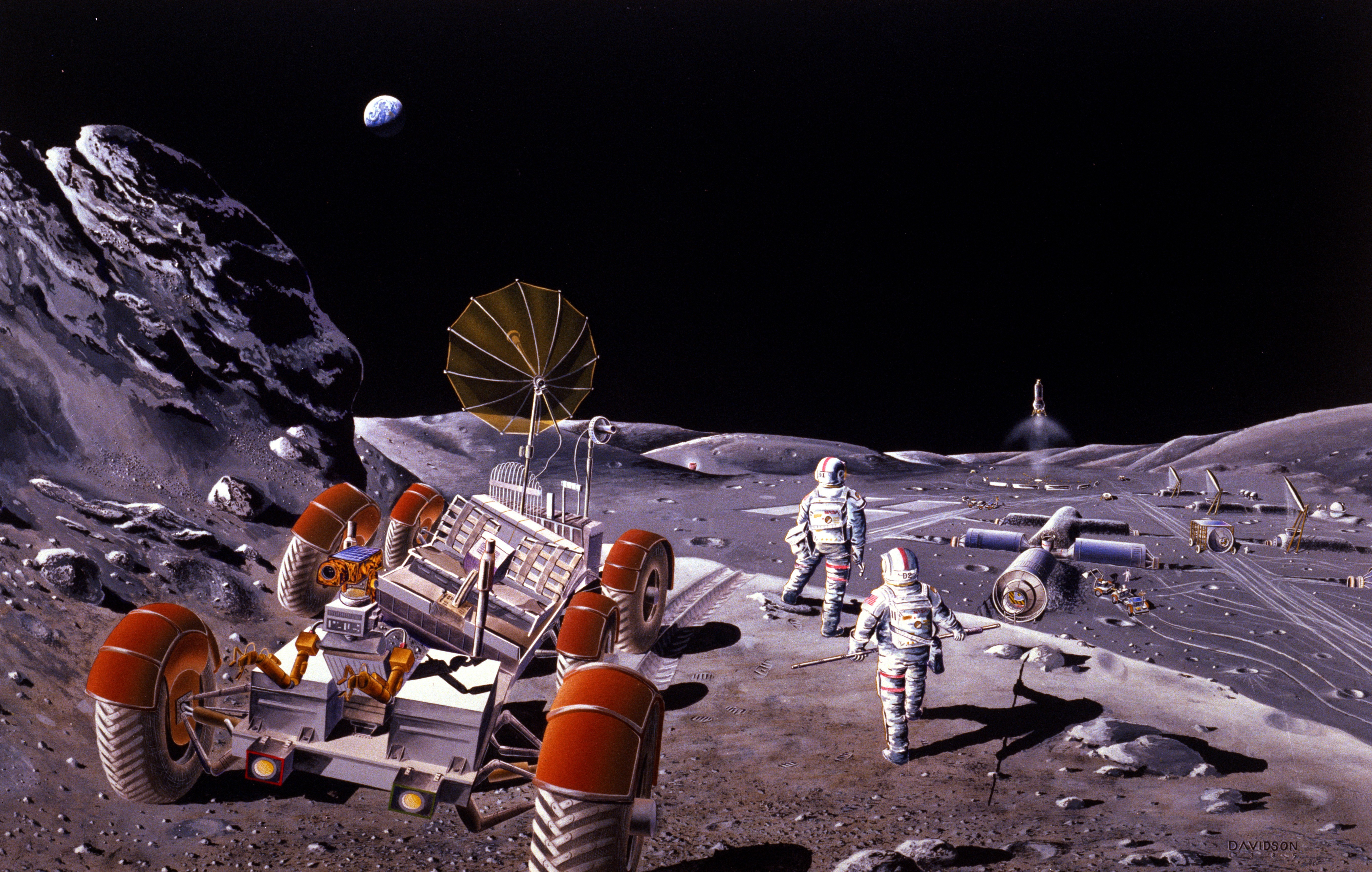
هنر مفهوم از مستعمره‌سازی ماه محصول ۱۹۸۶

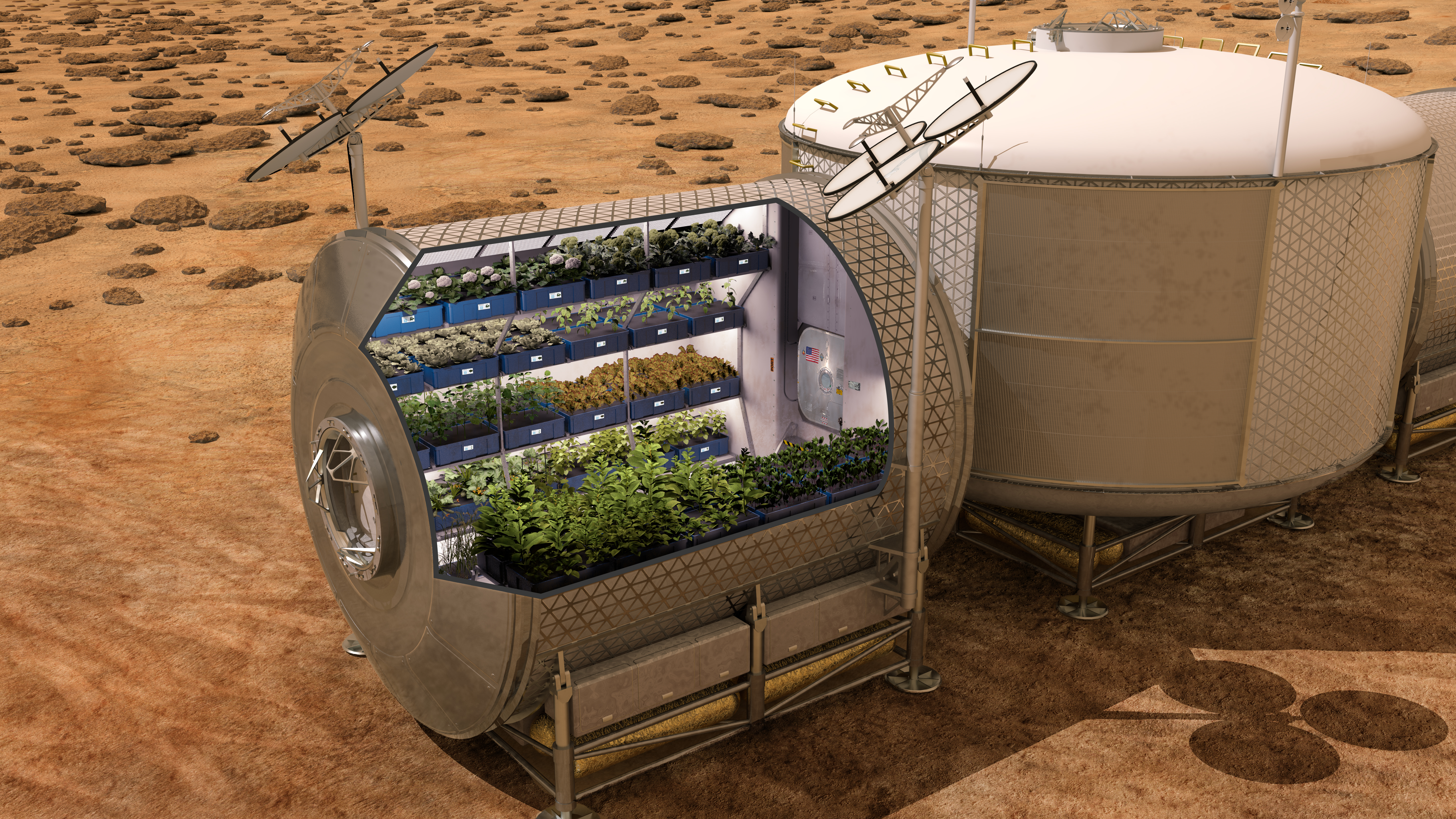
مستعمره‌سازی مریخ

مستعمره‌سازی فضا (انگلیسی: Space colonization) به معنای سکونت موقت یا دائمی انسان در یکی از اجرام آسمانی مانند یک سیاره یا یک قمر و یا ارسال ربات‌ها به آن اجرام و اکتشاف و بهره‌برداری از منابع طبیعی آن اجرام است. این طرح‌ها در بین دانشمندان موافقان و مخالفانی دارد و استدلال‌هایی به نفع و علیه آن مطرح است.